# 熊本県立鹿本農業高等学校
熊本県立鹿本農業高等学校（くまもとけんりつ かもとのうぎょう こうとうがっこう, Kumamoto Prefectural Kamoto Agricultural High School）は、熊本県山鹿市鹿本町来民にある県立の農業高等学校。

## 概要
歴史
1914年（大正3年）に開校した「山鹿町外17ヶ町村組合立鹿本農業学校」を前身とする。2013年（平成25年）に創立100周年を迎えた。
学区
熊本県全域
設置課程・学科・コース
全日制課程 施設園芸科・食品工業科・バイオ工学科・生活科学科の4学科
校訓
「勤労・愛育・創造」
校章
校名の「鹿本」にちなんだ「鹿の角」と、農業を表す「稲穂」の絵を組み合わせたものを背景に、「高」の文字（旧字体）を置いている。
校歌
同窓会
2013年（平成25年）11月8日　創立100周年記念式典開催
実行委員長　中山隆（昭和23年 農業科卒）、記念講演　　杉武男（株）杉養蜂園会長（昭和23年 農業科卒）

## 沿革
- 1914年（大正3年）4月 - 山鹿町（現・山鹿市）方保田馬見塚に「山鹿町外17ヶ町村組合立鹿本農業学校」が開校。
- 1936年（昭和11年）4月 - 女子部を創設。
- 1944年（昭和19年）4月 - 山鹿実業学校と合併し、「鹿本郡山鹿町外26ヶ町村組合立鹿本農工学校」と改称。
- 1948年（昭和23年）4月 - 学制改革により、「熊本県立鹿本実業高等学校」となる。（定時制 農業科・商業科・工業科）
- 1949年（昭和24年）4月 - 農業科・工業科が熊本県立鹿本高等学校に、商業科が熊本県立山鹿高等学校[1]に統合される。
  - 「熊本県立鹿本高等学校農業科・工業科[1]」（全日制課程）
  - 「熊本県立山鹿高等学校商業科[1]」（全日制課程）
- 1954年（昭和29年）11月 - 「白石農場」（約2ha）を開園。
- 1958年（昭和33年）4月 - 鹿本高等学校より分離し、「熊本県立鹿本農業高等学校」（現校名）として独立。
- 1963年（昭和38年）4月 - 農村家庭科を生活科へ科名変更。
- 1966年（昭和41年）4月 - 食品工業科を新設。
- 1975年（昭和50年）4月 - 九州学校農業クラブ連盟・熊本県学校農業クラブ連盟の事務局となる。
- 1988年（昭和63年）4月 - バイオ工学科を新設。
- 1992年（平成4年）4月 - 農業科を施設園芸科に、生活科を生活科学科へ名称変更。
- 2013年（平成25年）11月 - 創立100周年記念式典・祝賀会

## 学校行事
3学期制
1学期
- 4月 - 始業式・入学式、新入生テスト、歓迎遠足、阿蘇菊鹿体育大会（地区大会）
- 5月 - 家庭訪問、生徒会・農業クラブ総会、PTA総会、中間考査、校内農業鑑定競技会、熊本県高校総合体育大会・熊本県高校総合文化祭
- 6月 - 家庭訪問、農業クラブ年次大会、期末考査
- 7月 - 期末考査、人権教育特設授業、クラスマッチ、終業式、体験入学、3年三者面談
- 8月 - ボイラー技術講習会

2学期
- 9月 - 始業式、課題考査、体育大会練習、就職試験開始
- 10月 - 体育大会、中間考査、インターンシップ
- 11月 - 収穫感謝祭、鹿農祭（文化祭）、芸術鑑賞
- 12月 - 期末考査、県下一斉テスト、持久走大会、終業式

3学期
- 1月 - 始業式、3年学年末考査、2年修学旅行
- 2月 - 1・2年学年末考査、人権教育特設授業、農水高テスト、校内農業鑑定競技会
- 3月 - 卒業式、進路ガイダンス、校内プロジェクト発表大会、終業式

## 生徒会活動
活躍の奇跡
- 受賞歴
  - 2000年（平成12年） - 日本学校農業クラブ連盟（宮崎大会）プロジェクト発表 Cの部門 最優秀賞 受賞
  - 2003年（平成15年） - 全国産業教育フェア[2]（北海道）フラワーアレンジメント競技 特別賞 受賞
  - 2005年（平成17年） - 日本学校農業クラブ（岐阜大会）プロジェクト発表 環境部門 最優秀賞 受賞
  - 2006年（平成18年）
    - 日本学校農業クラブ（愛媛大会）意見発表 環境部門 優秀賞 受賞
    - 日本学校農業クラブ（愛媛大会）プロジェクト発表 環境部門 優秀賞 受賞（2年連続入賞）
    - 日本学校農業クラブ（愛媛大会）プロジェクト発表 食料部門 優秀賞 受賞
    - 全国家庭クラブ発表大会（大阪大会）プロジェクト発表 優秀賞
    - 2月 - 第36回日本農業賞・特別部門 第3回食の架け橋賞「審査員特別賞」を受賞（高校初）

  - 2007年（平成19年）
    - 日本学校農業クラブ（広島大会）プロジェクト発表 環境部門 優秀賞 受賞（2年連続入賞）
    - 日本学校農業クラブ（広島大会）プロジェクト発表 食料部門 優秀賞 受賞（3年連続入賞）
    - 3月 - 福岡国際らん展 in 福岡 Yahoo! JAPANドーム（13日（木）-16日（日））高校生ガーデニングコンテスト部門で金賞を受賞。（熊本県初）

  - 2008年（平成20年） - 日本学校農業クラブ（長崎大会）プロジェクト発表 食料・生産部門 最優秀賞 受賞
  - 2009年（平成21年）
    - 日本学校農業クラブ（茨城大会）プロジェクト発表 食料・生産部門 最優秀賞 受賞（2年連続最優秀賞）
    - 第33回全国高等学校総合文化祭三重大会「郷土芸能部門」 奨励賞 受賞

  - 2010年（平成22年）
    - 第34回全国高等学校総合文化祭宮崎大会「郷土芸能部門」 2年連続出場
    - 九州学校農業クラブ（大分大会）プロジェクト発表 食料・生産部門 優秀賞 受賞
    - 九州学校農業クラブ（大分大会）プロジェクト発表 文化・生活部門 最優秀賞 受賞
    - 2月 - 平成21年度 第50回熊本県農業コンクール大会「農業貢献賞」受賞（高校初）

  - 2011年（平成23年）
    - テレビ熊本（TKU）くまもと世界の蘭展（グランメッセ熊本）1月7日-12日 ウェルカムガーデニング特別展示を行う。（高校唯一）

  - 2012年（平成24年）
    - 九州学校農業クラブ（福岡大会）プロジェクト発表 環境部門 優秀賞 受賞
    - 第36回全国高等学校総合文化祭富山大会「郷土芸能部門」 文化庁長官賞・優秀賞　受賞
    - 第23回全国高等学校総合文化祭優秀校東京公演出演　
    - 日本学校農業クラブ（長野大会）農業鑑定競技会　園芸の部　最優秀賞 受賞（熊本県「初」）
    - 全国産業教育フェア（岡山大会）フラワーアレンジメント競技 審査員奨励賞 受賞
    - 熊本県青少年育成県民会議表彰
    - JA全中主催「全国高校生みんなDE笑顔プロジェクト」　地域活性化プロジェクト部門「優秀賞」受賞
    - 第16回ボランティア・スピリット賞（アワード）「九州ブロック賞」・全国表彰「SPIRIT OF COMMUNITY 奨励賞」受賞
    - 第40回毎日農業記録賞（毎日新聞社主催）「奨励賞」受賞

  - 2013年（平成25年）
    - JA全中主催「全国高校生みんなDE笑顔プロジェクト」被災地コラボレーション部門「全国農業協同組合中央会会長賞」受賞
    - 熊本県学校農業クラブ　農業鑑定競技会　食品科学の部　最優秀賞 および　優秀賞受賞（全国大会首都圏大会出場）
    - 熊本県学校農業クラブ　フラワーアレンジメント競技 優秀賞 受賞（全国産業教育フェア大会愛知大会出場）
    - 九州学校農業クラブ（長崎大会）プロジェクト発表 文化・生活部門 最優秀賞（全国大会首都圏大会出場）　および　食料・生産部門 優秀賞受賞
    - 成美大学2013地域活性化策コンテスト「田舎力甲子園」　優秀賞受賞
    - 第5回全国高校生「観光甲子園」　日本観光振興協会会長賞　受賞
    - 第2回頑張れ高校生「ご当地！絶品うまいもん甲子園」（農林水産省主催）決勝大会出場
    - TKU（テレビ熊本）第１回高校生炎の料理バトル決勝大会　最優秀賞
    - 第17回ボランティア・スピリット賞（アワード）「九州ブロック・コミュニティ賞」
    - 一般財団法人 イオンワンパーセントクラブ「第2回イオン eco-1グランプリ」 研究・専門部門　九州・沖縄ブロック大会出場
    - 第41回毎日農業記録賞（毎日新聞社主催）　熊本県地区入賞

  - 2014年（平成26年）
    - 熊本県教育委員会「くまもとICTコンテスト」 マルチメディア部門 優秀賞
    - 熊本県学校農業クラブ（苓明大会）意見発表　食料・生産部門、プロジェクト発表 環境部門　最優秀賞受賞（九州大会出場決定）、文化・生活部門 優秀賞　　　　　
    - 九州学校農業クラブ（佐賀大会）プロジェクト発表 食料・生産部門 優秀賞（2年連続入賞）
    - 第3回頑張れ高校生「ご当地！絶品うまいもん甲子園」（農林水産省主催）決勝大会出場（2年連続出場）
    - 成美大学2014地域活性化策コンテスト「田舎力甲子園」　佳作（2年連続入賞）
    - JA全中主催「全国高校生みんなDE笑顔プロジェクト」西日本地区大会　優良賞（6年連続入賞）
    - TKU（テレビ熊本）第2回高校生炎の料理バトル決勝大会　優秀賞（2年連続入賞）
    - 第18回ボランティア・スピリット賞（アワード） 「九州ブロック・コミュニティ賞」（3年連続入賞）
    - 東京都市大学環境学部　「第2回　高校生環境活動グループ実践賞」 環境マネジメント学科長賞受賞（県内高校唯一）
    - 一般財団法人 イオンワンパーセントクラブ「第3回イオン eco-1グランプリ」 研究・専門部門　九州・沖縄ブロック大会出場（2年連続出場）

  - 2015年（平成27年）
    - 熊本県教育委員会「くまもとICTコンテスト」 マルチメディア部門 入賞（2年連続入賞）
    - 公益財団法人全国学校農場協会「全国農業関係高等学校エッセイコンテスト」 優秀賞受賞（県内高校唯一）
    - 旺文社「第58回　全国学芸サイエンスコンクール」文芸II分野　作文・小論文部門　高校生の部「旺文社赤尾好夫記念賞」および「学校奨励賞」受賞（県内高校唯一）
    - 熊本県企画振興部・しあわせ部（部長くまモン）「第2回スマイルデザインコンテスト」企画部門　入賞（県内高校唯一）

## 部活動
体育系
- サッカー部
- 陸上競技部
- 柔道部
- 野球部
- テニス部
- 卓球部
- 弓道部
  - 2009年（平成21年）9月 - 第49回八女福島八幡宮放生会 弓道大会女子団体の部で優勝。
  - 2010年（平成22年）
    - 3月 - 第57回優勝弓争奪近県弓道大会（大牟田・西日本新聞後援）女子団体優勝。
    - 4月 - 阿蘇・菊鹿体育大会弓道競技大会女子団体優勝、女子個人優勝（2年連続）。

  - 2011年（平成23年）4月
    - 阿蘇・菊鹿体育大会弓道競技大会で女子団体2位。
    - 第10回大津つつじ祭弓道大会高校男子の部で優勝。
- バドミントン部
- バスケットボール部（男・女）

文化系
- 郷土芸能伝承部 - 2004年（平成16年）3月 - 郷土芸能伝承部が第14回くまもと県民文化賞を受賞（高校初）。
- バイオ研究会
- 食品加工部
- 食農研究会
- フラワーデザイン部
- 調理部
- 茶道部
- 百人一首同好会
- イラスト同好会

## 交通アクセス
最寄りのバス停
- 九州産交バス・熊本電鉄バス「鹿本農高前」、「鹿本農高裏」バス停

最寄りの道路
- 国道325号、「鹿本御宇田」交差点
- 熊本県道198号田底鹿本線

## 周辺
- 熊本県立鹿本商工高等学校
- 山鹿市立来民小学校
- 大道保育園
- 山鹿市役所鹿本支所
- 鹿本図書館
- 鹿本郵便局
- JA鹿本鹿本町支所
- ナフコ鹿本店
- 菊池川